# Louis Balart
Louis Balart – francuski kierowca wyścigowy.

## Kariera
W swojej karierze wyścigowej Balart poświęcił się startom w wyścigach samochodów sportowych. W latach 1923–1926, 1928–1929, 1931 Francuz pojawiał się w stawce 24-godzinnego wyścigu Le Mans. W trzecim sezonie startów odniósł zwycięstwo w klasie 1.5, a w klasyfikacji generalnej uplasował się na ósmej pozycji. Trzy lata później stanął na najniższym stopniu podium w klasie 1.5 (12 w klasyfikacji generalnej). W swoich dwóch ostatnich startach odnosił zwycięstwa odpowiednio w klasach 1.1 i 5, plasując się odpowiednio na dziewiątym i czwartym miejscu w końcowej klasyfikacji kierowców.